# Audace avventura
Audace avventura (The Foreman Went to France) è un film del 1942 diretto da Charles Frend.